# Diaptomus eiseni
Diaptomus eiseni är en kräftdjursart som beskrevs av Lilljerborg. Diaptomus eiseni ingår i släktet Diaptomus och familjen Diaptomidae. Inga underarter finns listade i Catalogue of Life.